# Hudi Graben
Hudi Graben je naselje u slovenskoj Općini Tržiču. Hudi Graben se nalazi u pokrajini Gorenjskoj i statističkoj regiji Gorenjskoj. 

## Stanovništvo
Prema popisu stanovništva iz 2002. godine naselje je imalo 51 stanovnika.